# Miss Universo 1954
Miss Universo 1954, la tercera edición del concurso Miss Universo, se llevó a cabo en el Long Beach Municipal Auditorium en Long Beach, California (Estados Unidos) el 24 de julio.
Representantes provenientes de treinta y tres países y territorios compitieron por el título en esta edición del concurso. Al final del evento, Miss Universo 1953, Christiane Martel de Francia, coronó como su sucesora a Miriam Stevenson de Estados Unidos. Elegida por un jurado de cinco personas, la ganadora, de 21 años, se convirtió en la primera representante de su país en obtener el título de Miss Universo.

## Resultados
| Posición           | Candidata |
| ------------------ | --- |
| Miss Universo 1954 | - Estados Unidos - Miriam Stevenson |
| 1.ª finalista      | - Brasil - Martha Rocha |
| 2.ª finalista      | - Hong Kong - Virginia Lee |
| 3.ª finalista      | - Alemania Occidental - Regina Ernst |
| 4.ª finalista      | - Suecia - Ragnhild Olausson |
| Semifinalistas     | - Argentina - Ivana Kislinger - Chile - Gloria Legisos Mesina - Costa Rica - Marian Esquivel McKeown - Filipinas - Blesilda Mueler - Francia - Jacqueline Beer - Grecia - Rika Diallina - Italia - Teresa Paliani - Noruega - Mona Stornes - Panamá - Liliana Torre - Perú - Isabella León - Uruguay - Ana Moreno |

## Concursantes
- Alaska - Charlein Lander
- Alemania Occidental - Regina Ernst
- Argentina - Ivana Olga Ana María Francisca Kislinger
- Australia - Shirley Bliss
- Bélgica - Christiane Darnay Neckaerts
- Brasil - Maria Martha Hacker Rocha
- Canadá - Joyce Mary Landry
- Chile - Gloria Filomaji Legisos Mesina
- República de Corea - Kae Sun-hae
- Costa Rica - Marian Patricia Esquivel McKeown
- Cuba - Isis Margarita Finlay García
- El Salvador - Myrna Ros Orozco
- Estados Unidos - Miriam Jacqueline Stevenson
- Filipinas - Blesilda Mueler Ocampo
- Finlandia -  Hymmi Lenita Aulikki Airisto
- Francia - Jacqueline Beer
- Grecia - Rika Diallina
- Honduras - Lilliam Padilla Cortéz
- Hong Kong - Virginia June Lee Wai-Chun
- Indias Occidentales - Evelyn Laura Andrade
- Israel - Aviva Pe’er
- Italia - Maria Teresa Paliani
- Japón - Mieko Kondo
- México - Elvira Castillo Olivera
- Nueva Zelanda - Moananui Akiwa Manley
- Noruega - Mona Stornes
- Panamá - Liliana Torre
- Perú - Isabella León Velarde Dancuart
- Puerto Rico - Lucy Santiago Nazario
- Singapur - Marjorie Wee Mei-Kim
- Suecia - Ragnhild Olausson
- Tailandia - Amara At-Savanon
- Uruguay - Ana Moreno

### Debuts
- Argentina
- Brasil
- Corea
- Costa Rica
- El Salvador
- Indias Occidentales
- Nueva Zelanda
- Singapur
- Tailandia

### Regresos
- Chile,  Cuba,   Hong Kong e  Israel compitieron por última vez en 1952.

### Retiros
- Austria
- Dinamarca
- Sudáfrica
- Suiza

### No compite
- Hawái - Kapiolani Miller
- Venezuela - No se realizó el concurso